# Lamatumbá
Lamatumbá est un groupe musical espagnol, originaire de San Pedro de Moreiras, Orense. Formé en mars 1998 qui combine une multitude de styles musicaux, mais toujours avec la prémisse fondamentale de la fête. Reconnu dans la musique galicienne, le groupe se sépare en 2012.

## Histoire

### Première formation (1998—2007)
En mars 1998, à San Pedro de Moreiras, Orense, un groupe d'amis fonde Lamatumbá. Ils commencent à jouer dans différents endroits de Galice, apportant avec eux un mélange de styles et de musique. Leur style incluait des styles tels que la cumbia, le reggae, le ska ou le paso doble, mais toujours imprégné de l'esprit de la fête et de la verbena.
En 2001, ils sortent leur premier album intitulé Pachangüílanuí sur le label Xingreira, et commencent à partager la scène avec des artistes tels que Manu Chao, Mau Mau, Barón Rojo ou Hechos contra el Decoro, et collaborent même à la bande originale de la série Terra de Miranda. Avec un line-up stable après plusieurs changements, ils commencent à jouer en dehors de la Galice, y compris, entre autres, le concert Nunca Máis à Madrid, et une tournée en première partie du groupe argentin Bersuit, qui les emmène dans les meilleures salles d'Espagne, telles que le Razzmatazz et la Sala Capitol.
Leur œuvre suivante est Lume (para que saia o sol), enregistrée dans les studios Gárate (Biscaye), qui est sortie en 2005 sous le label Falcatruada. L'album comprend deux chansons en portugais (Desertor et Despedida) et, en bonus, la chanson populaire Se vas ao San Benitiño. Avec ce travail, ils se consolident comme l'un des noms de référence de la scène musicale galicienne et commencent à jouer avec des groupes du calibre de Guezos, Ruxe Ruxe, Galegoz, O Jarbanzo Negro, Os Cempés, Skárnio, Betagarri, Rosendo, Asian Dub Foundation, Us3 ou Rinoçerose. Ils participent également à certains des festivals les plus importants de Galice et enregistrent un clip vidéo pour l'émission Xabarín Club sur la chaîne TVG.

### Deuxième formation (2007—2012)
Au début de 2007, de nouveaux changements ont lieu avec la séparation du groupe et l'entrée de nouveaux musiciens : Sergio (chant), Rafita (guitare électrique) et Nico (trompette), qui ont rejoint Txitxas (batterie), Puntxa (percussions), Pedro (basse), Tonhito (guitare), Iván (saxophone) et Anxo (saxophone et clarinette). Alors qu'une partie continue à s'appeler Lamatumbá, l'autre devient O sonoro maxín. Malgré cette séparation, le groupe conserve sa qualité musicale et ses fans et participe à des festivals tels que Senglarock, avec des groupes comme The Toasters, Fermin Muguruza, Sepultura ou Sidonie. L'événement le plus important de l'année a été leur participation à la foire musicale la plus importante d'Europe, le Popkomm, à Berlin.
En 2008, ils retournent dans les studios d'enregistrement, avec Segundo Grandío à Casa de Tolos, pour lancer leur dernier projet, Paraugas Universal, sous le label PAI-Música. Le nom de l'album provient de Pirandárgallo, l'invention de Xan da Coba consistant en une parodie universelle. En 2008, Benja a rejoint le groupe pour remplacer Nico (trompette). En janvier 2012, le groupe communique via son site internet sa séparation temporaire, " une pause pour faire d'autres choses.
L'album Ao Vivo (2003) comprend Como te quiero yo (en espagnol) et une version en galicien de No Woman No Cry de Bob Marley, intitulée Non chores máis.

## Style musical
Le style musical de Lamatumbá se caractérise par le mélange de différents styles, dont la cumbia, le reggae, le ska, le paso doble, le rock et le folk, entre autres. Dans leurs chansons, on peut ressentir la joie et le désir de se rassembler, typiques des fêtes les plus festives du pays. Leurs paroles s'accompagnent, la plupart du temps, d'une forte critique sociale ou d'une exaltation de la tradition galicienne, comme dans l'hymne Licor café. Grâce à leurs rythmes entraînants, il est très fréquent de voir des gens danser au milieu de la foule lors de leurs concerts, habillés avec des nuances ou même des accessoires typiques de l'entroido. Lors de leurs concerts, ils interprètent généralement des versions d'autres groupes et même des mesturar anacos dans les leurs.

## Discographie
- 2001 : Pachangüílanuí (Xingreira)
- 2003 : Ao Vivo (album live)
- 2005 : Lume (para que saia o sol) (Falcatruada)
- 2008 : Paraugas Universal (PAI-música)
- 2010 : A Órbita da Banda Hipnótica (Discmedi)